# Leptospermum epacridoideum
Leptospermum epacridoideum är en myrtenväxtart som beskrevs av Edwin Cheel. Leptospermum epacridoideum ingår i släktet Leptospermum och familjen myrtenväxter. Inga underarter finns listade i Catalogue of Life.